# Jacques Goar
Jacques Goar est un dominicain français du XVIIe siècle, né à Paris en 1601, mort à Amiens le 23 septembre 1653, connu par ses travaux de philologie grecque.

## Biographie
Il entra le 2 mai 1619 au couvent dominicain de l'Annonciation, rue Saint-Honoré, et y prononça ses vœux le 24 mai 1620. Tout en étant lecteur de philosophie et de théologie au couvent de Toul, il se consacra particulièrement à l'étude de la langue grecque, et fut envoyé en Orient par le maître de l'ordre, Nicolas Ridolfi, en 1631. Il résida sur l'île de Chios de 1631 à 1637 et y fut prieur du couvent dominicain de Saint-Sébastien et missionnaire apostolique. Il revint à Rome en 1637 en y apportant un grand nombre de manuscrits grecs ; il y fut prieur du couvent Saint-Sixte. Il fut alors en relation avec des savants italo-grecs contemporains comme Léon Allatius, Basile Falasca, Georges Koressios, Pantaléon Ligardio, avec qui il resta ensuite en correspondance épistolaire. Il fut aussi en rapport avec le frère du pape Urbain VIII (Antonio Barberini) et son neveu (Francesco), propriétaires d'une riche bibliothèque avec de nombreux manuscrits grecs (qui fut ensuite intégrée à la Bibliothèque du Vatican). Il était de retour à Paris en 1642 où il exerça brièvement les fonctions de maître des novices, mais il séjourna de nouveau à Rome de novembre 1643 au printemps 1644 (il était revenu à Paris le 24 juillet). Fixé ensuite définitivement en France, il fut élu vicaire provincial de son ordre à Amiens le 20 avril 1653, entra en fonction après confirmation de Rome le 19 septembre, mais mourut quatre jours plus tard.
Il a donné une édition bilingue grec-latin annotée de l'« Euchologe », le grand livre liturgique de l'Église grecque : Euchologion sive Rituale Græcorum complectens ritus et ordines divinæ liturgiæ (Paris, 1647; seconde édition corrigée : Venise, 1730 ; réimpr. Graz, 1960). Sinon, il a participé au lancement du Corpus Byzantinæ Historiæ (ou « Byzantine du Louvre »), une grande entreprise d'édition bilingue (grec-latin) des textes historiques byzantins qui a produit 28 volumes à Paris entre 1645 et 1688 (et des suppléments postérieurs). On lui doit dans ce cadre, en partie ou en totalité : Georgii Cedreni Compendium historiarum [...] item Joannes Scylitzes Curopalates excipiens ubi Cedrenus desinit (1647) ; Georgius Codinus curopalata : De officiis magnæ Ecclesiæ et aulæ Constantinopolitanæ (1648) ; Nicephori patriarchæ Breviarium chronologicum (1648) ; Georgii Monachi et S. P. N. Tarasii Chronographia ab Adamo usque ad Diocletianum (1652) ; Theophanis Chronographia (posthume, 1655) ; Historia universalis Joannis Zonaræ ad manuscriptos codices recognita (posthume, 1687).
À sa mort, il laissait inachevée la préparation de l'édition du Syntagma de Matthieu Blastarès (canoniste byzantin du XIVe siècle) : Collectio elementaris materiarum omnium sacris et divinis canonibus contentarum a Matthæo Blastare elucubrata simul et compacta ; également d'une Histoire du concile de Florence par Sylvestre Syropoulos (publiée en 1660 par Robert Creighton).